# E-Prix de Ciudad de México de 2019
El e-Prix de Ciudad de México del 2019 (oficialmente, el CBMM Niobium FIA Formula E Mexico City e-Prix 2019) fue una carrera de monoplazas eléctricos del campeonato de la FIA de Fórmula E que transcurrió el 16 de febrero de 2019 en el Autódromo Hermanos Rodríguez en la Ciudad de México, México.

## Resultados

### Clasificación
| Pos     | N° | Piloto                 | Equipo    | Tiempo     | Dif        | PL |
| ------- | -- | ---------------------- | --------- | ---------- | ---------- | -- |
| 1       | 94 | Pascal Wehrlein        | Mahindra  | 59.347     | -          | 1  |
| 2       | 11 | Lucas Di Grassi        | Audi      | 59.653     | +0.306     | 2  |
| 3       | 19 | Felipe Massa           | Venturi   | 59.695     | +0.348     | 3  |
| 4       | 22 | Oliver Rowland         | Nissan    | 59.808     | +0.461     | 4  |
| 5       | 28 | António Félix da Costa | BMW       | 59.819     | +0.472     | 5  |
| 6       | 23 | Sébastien Buemi        | Nissan    | 59.949     | +0.602     | 6  |
| 7       | 27 | Alexander Sims         | BMW       | 59.782     | —          | 7  |
| 8       | 25 | Jean Eric Vergne       | Techeetah | 59.802     | +0.020     | 8  |
| 9       | 48 | Edoardo Mortara        | Venturi   | 59.935     | +0.153     | 9  |
| 10      | 16 | Oliver Turvey          | NIO       | 59.936     | +0.154     | 10 |
| 11      | 3  | Nelson Piquet Jr       | Jaguar    | 59.959     | +0.177     | 11 |
| 12      | 36 | Andre Lotterer         | Techeetah | 1:00.050   | +0.268     | 12 |
| 13      | 8  | Tom Dillmann           | NIO       | 1:00.192   | +0.410     | 13 |
| 14      | 6  | Felipe Nasr            | Dragon    | 1:00.210   | +0.428     | 14 |
| 15      | 7  | José María López       | Dragon    | 1:00.293   | +0.511     | 15 |
| 16      | 17 | Gary Paffett           | HWA       | 1:00.340   | +0.558     | 16 |
| 17      | 4  | Robin Frijns           | Virgin    | 1:00.375   | +0.593     | 20 |
| 18      | 20 | Mitch Evans            | Jaguar    | 1:00.424   | +0.642     | 17 |
| 19      | 64 | Jérôme d'Ambrosio      | Mahindra  | 1:00.455   | +0.673     | 18 |
| 20      | 5  | Stoffel Vandoorne      | HWA       | 1:00.844   | +1.062     | 19 |
| 21      | 66 | Daniel Abt             | Audi      | 1:00.936   | +1.154     | 21 |
| 22      | 2  | Sam Bird               | Virgin    | sin tiempo | sin tiempo | 22 |
| Fuente: |    |                        |           |            |            |    |

- Robin Frijns recibió 3 lugares de posiciones en la parrilla de salida por bloquear a Jérôme d'Ambrosio durante la clasificación.

### Carrera
| Pos     | N° | Piloto                 | Equipo    | Vueltas | Tiempo      | PL | Puntos |
| ------- | -- | ---------------------- | --------- | ------- | ----------- | -- | ------ |
| 1       | 11 | Lucas Di Grassi        | Audi      | 45      | 1:13:15.422 | 2  | 25     |
| 2       | 28 | António Félix da Costa | BMW       | 45      | +0.436      | 5  | 18     |
| 3       | 48 | Edoardo Mortara        | Venturi   | 45      | +0.745      | 9  | 15     |
| 4       | 64 | Jérôme d'Ambrosio      | Mahindra  | 45      | +1.159      | 18 | 12     |
| 5       | 36 | André Lotterer         | Techeetah | 45      | +1.785      | 12 | 10     |
| 6       | 94 | Pascal Wehrlein        | Mahindra  | 45      | +5.210      | 1  | 12     |
| 7       | 20 | Mitch Evans            | Jaguar    | 45      | +5.800      | 17 | 6      |
| 8       | 19 | Felipe Massa           | Venturi   | 45      | +8.084      | 3  | 4      |
| 9       | 2  | Sam Bird               | Virgin    | 45      | +8.356      | 22 | 2      |
| 10      | 66 | Daniel Abt             | Audi      | 45      | +8.438      | 21 | 1      |
| 11      | 4  | Robin Frijns           | Virgin    | 45      | +9.044      | 20 | 0      |
| 12      | 16 | Oliver Turvey          | NIO       | 45      | +11.252     | 10 | 0      |
| 13      | 25 | Jean-Éric Vergne       | Techeetah | 45      | +19.153     | 8  | 0      |
| 14      | 27 | Alexander Sims         | BMW       | 45      | +20.471     | 7  | 0      |
| 15      | 8  | Tom Dillmann           | NIO       | 45      | +20.871     | 13 | 0      |
| 16      | 17 | Gary Paffett           | HWA       | 45      | +23.272     | 16 | 0      |
| 17      | 7  | José María López       | Dragon    | 45      | +41.542     | 15 | 0      |
| 18      | 5  | Stoffel Vandoorne      | HWA       | 45      | +43.425     | 19 | 0      |
| 19      | 6  | Felipe Nasr            | Dragon    | 45      | +1:56.160   | 14 | 0      |
| 20      | 22 | Oliver Rowland         | Nissan    | 44      | +1 vuelta   | 4  | 0      |
| 21      | 23 | Sébastien Buemi        | Nissan    | 44      | +1 vuelta   | 6  | 0      |
| Ret     | 3  | Nelson Piquet Jr.      | Jaguar    | 2       | Retirado    | 11 | 0      |
| Fuente: |    |                        |           |         |             |    |        |

- Pascal Wehrlein fue penalizado con 5 segundos por cortar la chicana.
- José María López fue penalizado con 10 segundos por infringir las normas con respecto a la potencia y con 5 segundos por pisar la línea de entrada a los pits.
- Stoffel Vandoorne  fue penalizado con 5 segundos por usar el Fanboost antes de lo permitido.